# Geismar (Geisa)
Geismar ist ein Ortsteil der Stadt Geisa im Wartburgkreis in Thüringen. Zum Ort gehören das Einzelgehöft „Am Rockenstuhl“ und drei Hofanlagen in der „Hüttenmühle“.

## Lage
Geismar liegt südwestlich der Stadt Geisa an dem Gewässer Geisa und an der Landesstraße 2603. Die Westgrenze der Gemarkung ist gleichzeitig die hessisch-thüringische Landesgrenze und war von 1949 bis 1990 Teil der Innerdeutschen Grenze. Die Flur des Ortsteils liegt im Biosphärenreservat Rhön. Die geographische Höhe des Ortes beträgt 343 m ü. NN.

## Geschichte
Am 27. März 815 wurde der Ortsteil erstmals im Vertrag von Retzbach urkundlich erwähnt. Vom 25. März 1994 bis zum 31. Dezember 2008 bildeten Geismar, Ketten, Spahl, Walkes, Reinhards und Apfelbach die Gemeinde Rockenstuhl. 555 Einwohner leben derzeit (2014) im Ortsteil.

## Sehenswürdigkeiten
Auf einem mit Mauern befestigten Hügel steht die 1863 teilweise erneuerte St.-Nikolaus-Kirche, deren dreizwiebliger Turm noch aus der ersten Hälfte des 16. Jahrhunderts stammt und der 1997 restauriert wurde. Die Kirche steht im Jahr 2013 wegen laufender Innensanierung nicht für den Gottesdienst zur Verfügung.
Auf der Spitze des naheliegenden Weiherberges liegt die bekannte Wallfahrtskapelle „Maria von der immerwährenden Hilfe“. Sie wurde 1945/46 erbaut, jedoch nach einem Brand im April 2003 bis auf die Grundmauern zerstört. Ein Jahr nach dem Brand wurde die Kapelle wieder aufgebaut und erstrahlt heute in neuem Glanz.
In der Ortsmitte befindet sich der Anger mit einer Linde, gegenüber befindet sich ein Laufbrunnen vor dem ehemaligen Sitz der Gemeindeverwaltung.

## Bildung
In Geismar befindet sich die 2010 renovierte Konstantin-Gutberlet-Grundschule. In ihr werden ca. 100 Kinder aus Geismar und Umgebung unterrichtet. Außerdem beherbergt der Ort einen katholischen Kindergarten, der von ca. 70 Kindern der umliegenden Dörfer besucht wird.

## Vereinsleben
Das Leben im Ort wird durch zahlreiche aktive Vereine, wie zum Beispiel den Sportverein SV Geismar 1952 e. V., die Freiwillige Feuerwehr Geismar, die Geismarer Kirmesgesellschaft e. V., den Kirchenchor und den Geismarer Karnevalsclub GKC e. V. geprägt.
Seit 2012 besteht im Bereich der Fußball-Männermannschaften eine Spielgemeinschaft zwischen dem SV Geismar und dem SV Borsch, deren 1. Mannschaft in der Landesklasse West spielt und die mit insgesamt drei Mannschaften vertreten ist. Außerdem stellt der SV Geismar eine Damenmannschaft, die als jüngsten Erfolg den Kreispokalsieg 12/13 verbuchen konnte, eine Altherrenmannschaft und mehrere Juniorenmannschaften in einer Spielgemeinschaft mit den Vereinen SV Borsch und SV Buttlar. Der Sportplatz des SV Geismar gilt als einer der schönsten im Landkreis.
Der Karneval in Geismar mit seinen Veranstaltungen und dem jährlichen großen Karnevalsumzug (am Sonntag, acht Tage vor Rosenmontag) ist weit über die Ortsgrenzen bekannt.

## Persönlichkeiten
- Constantin Gutberlet (1837–1928), Philosoph und Theologe